# Johannes Nowara
Johannes Nowara (alias: Johannes Neumann; * 22. Juni 1898 in Gießen; † nach 1948) war Bürgermeister von Bärn, von Sucha und nach dem Krieg unter falschem Namen von Gießen und kurzzeitig Landrat im Landkreis Gießen.

## Familie
Johannes Nowara war verheiratet. Seine Frau war Frauenschaftsleiterin in einer NS-Organisation, die Tochter Scharführerin beim Bund Deutscher Mädel (BDM).

## Karriere
Johannes Nowara trat zum 1. März 1937 der NSDAP bei (Mitgliedsnummer 3.798.673) und war Ortsgruppenleiter der Partei. Von 1939 bis 1940 war er Bürgermeister in Bärn im deutsch besetzten Sudetenland, anschließend von 1940 bis 1945 Bürgermeister von Sucha in Schlesien.
Nach dem Zweiten Weltkrieg beantragte er für sich und seine Familie erfolgreich Papiere auf den Namen „Johannes Neumann“. Seine Frau und Tochter gab er dabei als Schwägerin und Nichte aus. Er behauptete, Verfolgter des Naziregimes zu sein und im KZ Auschwitz eingesessen zu haben.
Er besorgte sich Papiere mit einer falschen Identität als Verfolgter des Naziregimes. Damit wiederum konnte er Geschäftsführer einer Spruchkammer werden, womit er unproblematisch an Formulare gelangen konnte, um die falsche Identität für sich und seine Familie zu untermauern, zu der auch die Behauptung gehörte, er sei als Landrat tätig gewesen, und Unterlagen vernichten zu können, die auf seine alte Identität rückschließen ließen. 1947 erlangte er eine Kennkarte mit dem Namen „Johannes Neumann“ und wurde Mitglied der CDU. Vom 1. April 1947 bis zum 30. Juni 1948 war er Bürgermeister der Stadt Gießen. Am 16. Juni 1948 erfolgte durch den Kreistag seine Wahl zum Landrat des Landkreises Gießen. Sowohl der Wahlausschuss der Stadtverwaltung als auch die amerikanische Militärregierung hatten „Neumanns“ Papiere vor der Wahl überprüft und nicht beanstandet. Er trat das Amt des Landrats zum 1. Juli 1948 an. Kurz nach Amtsantritt identifizierten sudetendeutsche Flüchtlinge ihn als den ehemaligen Bürgermeister von Bärn, „Johannes Nowara“, und seine falsche Identität wurde öffentlich. Daraufhin wurde er am 22. Juli 1948 wegen Fluchtgefahr in Untersuchungshaft genommen. Der Skandal wurde auch als „Gießener Köpenickiade“ bekannt. Nowara versuchte, indem er eine Blanko-Kennkarte (Personalausweis) nutzte, zu fliehen, wurde aber gefasst. In der Nacht vom 5. auf den 6. November 1948 brach er zusammen mit einem anderen Kriminellen erneut aus der Haft aus, wurde aber noch am gleichen Tag im Haus seiner Schwägerin in Wetzlar verhaftet. Im folgenden Strafprozess wurde er zu zwei Jahren und drei Monaten Gefängnis wegen Urkundenfälschung, Fälschung des Entnazifizierungsbogens, Urkundenvernichtung, Diebstahl und Gefängnismeuterei verurteilt.